# Wielkanoc w Boliwii
Wielkanoc w Boliwii – obchody świąt Wielkanocy w tradycji boliwijskiej.

## Wielki Piątek
Wielki Tydzień, jak w całej liturgii hiszpańskojęzycznej, nosi w Boliwii nazwę Semana Santa. Wielki Piątek jest dla części osób wolny od pracy. Poświęca się go na rodzinne spotkania przy posiłkach złożonych z dań rybnych. W godzinach południowych panuje szczególny tłok na targach rybnych, gdzie serwowana jest pieczona ryba. O godzinie 15:00 wierni gromadzą się w kościołach na liturgii wielkopiątkowej zbliżonej do polskiej. Po niej na ulice miast wychodzą drogi krzyżowe o bardzo długiej trasie (często pięć kilometrów i więcej, około trzy godziny marszu). Nagłośnie pochodzi z pick-upów z głośnikami i agregatami prądotwórczymi. Przemarszowi towarzyszy niejednokrotnie przedstawienie wędrówki Jezusa przygotowywane przez młodzież. W części kościołów odbywa się celebracja "Siedem Słów" (hiszp. "Siete Palabras"). Poświęcona jest ostatnim siedmiu zdaniom wypowiedzianym przez Chrystusa przed śmiercią. Nie praktykuje się natomiast czuwania wielkopiątkowego przed grobem. Zastępuje je krótka modlitwa przy figurze Jezusa Umęczonego.

## Wielka Sobota i Niedziela
Wielka Sobota przeznaczona jest na przygotowania do Eucharystii Wielkiej Nocy, podczas której dokonuje się sakramentu chrztu dzieci i dorosłych. Wierni przez prawie całą mszę trzymają zapalone świece, a podczas odnowienia przyrzeczeń chrzcielnych są obficie święceni wodą. Nie praktykuje się procesji rezurekcyjnej, czy mszy porannej w niedzielę. Cała niedziela nie ma zresztą tradycji świątecznej, choć część osób uczestniczy wtedy w mszy świętej.